# Christopher Chope
Christopher Robert Chope (né le 19 mai 1947 à Putney, Londres) est un avocat et un homme politique britannique, membre du Parti conservateur.
Il est député de la circonscription de Christchurch depuis 1997. Il préside le groupe parlementaire des Conservateurs européens à l'Assemblée parlementaire du Conseil de l'Europe. 
Il est formé au Marlborough College et à l'Université de St Andrews.